# 安弗施无线射频系统
安弗施无线射频系统（RFS, Radio Frequency Systems），是一家从事射频同轴电缆、天线系统和合路器等无线通信设备的全球性设计与制造商。公司目前在全球拥有约1800名员工、8个生产基地（德国、中国、美国、巴西、法国、英国、澳大利亚和印度）和5个研发中心（美国、法国、德国、中国和澳大利亚）。

## 发展史
- 1901年，公司由Louis Hackethal先生在德国汉诺威正式建立，起名Hackethal-Draht-Gesellschaft。
- 1966年，Hackethal-Draht-Gesellschaft与Osnabrücker Kupfer- und Drahtwerke AG合并，公司改名Kabel-und Metallwerke Gutehoffnungshütte AG(Kabelmetal)， 成为一家经营波纹管射频同轴电缆的知名公司。
- 1983年，Kabelmetal经 重组后成立为Radio Frequency Systems (RFS)公司，目前，公司总部位于法国的白鸽城Colombes（邮编92700）。